# Karadalu, Tiptur
Karadalu là một làng thuộc tehsil Tiptur, huyện Tumkur, bang Karnataka, Ấn Độ.